# ملک کیومرث یکم
ملک جلال‌الدوله کیومرث یا گیومرث یکم سی و ششمین فرمانروای دودمان پادوسپانیان بود که میان سال‌های ۸۰۸ تا ۸۵۷ هجری بر رستمدار حکومت داشت. ملک کیومرث عامل گسترش مذهب شیعه امامیه در رستمدار شد و بناهای مذهبی و کتیبه‌های زیادی احداث کرد. او قلمرو پادوسپانیان را، به خصوص در جنوب البرز، گسترش داد و روابط پر فراز و نشیبی با تیموریان، مرعشیان و کیاییان داشت.
کیومرث پیش از به قدرت رسیدن، در زمان حملهٔ تیمور گورکانی به طبرستان در سال ۷۹۴ ه‍، یکی از قلعه‌های قلمرو عمویش، ملک طوس، را در دست داشت. در جنگ میان رستم میرزا تیموری و اسکندر شیخی، کیومرث به طرفداری از رستم میرزا قلعه نور را ترک کرد و به خدمت او رسید، ولی رستم میرزا او را دستگیر کرد و به عنوان هدیه نزد اسکندر شیخی فرستاد. اسکندر، که پیش‌تر با کیومرث اختلاف داشت، او را آزاد کرد و اسب و پولی به او سپرد تا هر جا می‌خواهد برود. ملک کیومرث برای شکایت از رفتار رستم میرزا نزد برادر او، شاهزاده پیرمحمد، رفت؛ ولی شاهزاده پیرمحمد هم او را در شیراز به زندان انداخت. پس از درگذشت تیمور گورکانی، اوضاع قلمرو تیموریان به هم ریخت و ملک کیومرث با استفاده از فرصت خودش را با لباس مبدل قلندرها به طبرستان رساند. او به شکل یک گدا وارد قلعه نور شد و توانست با کمک اهالی قلعه، قدرت پیشین خود را بازیابد.
زمانی که ملک کیومرث در سال ۸۰۷ هجری به قلعهٔ نور بازگشت، فرمانروای پادوسپانیان (ملک طوس) به تازگی درگذشته بود و کیومرث توانست در مدت کوتاهی سراسر رستمدار را تحت کنترل خود درآورد. کیومرث پس از به قدرت رسیدن شیعه امامیه را مذهب رسمی پادوسپانیان نمود. او در دوران حکومتش روابط پر فراز و نشیبی با مرعشیان، کیاییان و والیان تیموری داشت و لشکرکشی‌های زیادی برای گسترش قلمرو خود انجام داد. کیومرث همواره از اختلافات داخلی سادات مرعشی برای تضعیف این دودمان بهره می‌برد و با حمایت از طرفین این درگیری‌ها به قدرت و تسلط خود می‌افزود. وی بر سر مناطق طالقان و الموت با کیاییان رقابت داشت و چند بار به امیران تعیین شده از سوی شاهرخ تیموری، در قومس، شمیرانات، ری، دماوند و… حمله کرد. علی‌رغم نبردهای فراوانی که کیومرث در آن شرکت جست، قلمروش عمدتاً امن و آرام بود. تنها پس از نبرد چیلک‌شار که کیاییان، مرعشیان و والی تیموریان در قم علیه ملک کیومرث متحد شده‌بودند، رستمدار خسارت و ویرانی به خود دید. ملک کیومرث به خصوص در سال‌های پایانی حکومت به‌آبادی سرزمینش پرداخت. از این دوره زمانی بناها و کتیبه‌های بسیاری به جای مانده است و توجه کیومرث به گسترش مذهب تشیع امامی قابل مشاهده است.
ملک کیومرث در ۸۵۷ هجری، پس از حدود پنجاه سال حکومت، درگذشت و او را در جوار امامزاده طاهر مطهر در کجور دفن کردند. پسران کیومرث بر سر جانشینی او به نزاع برخاستند و قلمرو پیشین او به دو ناحیه تجزیه شد. در پایان درگیری میان شاهزادگان پادوسپانی، ملک کاووس و اخلافش در نور و ملک اسکندر و پسرانش در کجور مستقر شدند و این شیوهٔ تقسیم تا زمان برافتادن پادوسپانیان ادامه داشت.

## منبع‌شناسی
در میان منابع متقدم، کتاب‌های تاریخی محلی طبرستان، از جمله تاریخ رویان از اولیاءالله آملی (وقایع تا سال ۸۰۵)، تاریخ گیلان و دیلمستان و تاریخ طبرستان و رویان و مازندران از ظهیرالدین مرعشی، تاریخ مازندران اثر شیخعلی گیلانی، تاریخ خانی اثر علی بن شمس الدین لاهیجی (تاریخ وقایع ۸۸۱ تا ۹۲۳ گیلان و مازندران) و همچنین برخی از کتاب‌های دوران صفوی، اطلاعاتی را دربارهٔ رستمدار و سلسله بادوسپانی به صورت کلی یا جزئی آورده‌اند. در میان منابع متاخر، اعتمادالسلطنه در التدوین فی احوال جبال شروین، عباس شایان در مازندران، جغرافیای تاریخی و اقتصادی و منوچهر ستوده در جلد سوم از آستارا تا استرآباد (که ویژه بناهای مازندران غربی و راه‌های آن است) مطالب پراکندهٔ دیگری در این باره نوشته است. کتاب گاوبارگان پادوسپانی: بازماندگان ساسانیان در رویان یک مرور تاریخی مطلوب بر تحولات این دوره است که بر اساس متون تاریخی نوشته شده است، اما ارجاع نمی‌کند.
علاوه بر کتاب‌های نامبرده، کتیبه‌هایی که از دوران ملک کیومرث باقی مانده‌اند، اهمیت ویژه‌ای دارند و در فهم تاریخ دودمان پادوسپانی و شرایط سیاسی منطقه کمک می‌کنند. این کتیبه‌ها پیش‌تر توسط اعتمادالسلطنه، رابینو، ستوده و دیگران قرائت و ثبت شده‌اند و تلاش‌هایی برای تحلیل و بررسی‌شان انجام شده است. تاکنون حدود چهل کتیبه از دوران ملک کیومرث شناسایی شده است که نشان‌دهندهٔ بنای سازه‌های کتیبه‌دار فراوان در این زمان هستند. این کتیبه‌ها تنها مربوط به دوازده سال پایانی حکومت پنجاه سالهٔ کیومرث هستند.

## نام و نسب
تا پیش از تهاجم صفویان، در حدود هزار سال دولت‌های محلی بر طبرستان حکومت می‌کردند و در مناطق مختلف این ناحیه، دولت‌های متفاوتی مستقر بودند. پادوسپانیان خاندانی از بازماندگان ساسانیان بودند که در غرب مازندران امروزی و سرزمین رویان حضور داشتند. سید ظهیرالدین مرعشی که معاصر با ملک کیومرث بود، نسب او را به کیومرث پیشدادی و آدم می‌رساند. ویلفرد مادلونگ با توجه به این که هیچ مدرکی در دست نیست که انتساب و ارتباط استنداران پادوسپانی با ساسانیان را ثابت کند، این شجره‌نامه را جعلی و افسانه‌ای خوانده است.
ملک کیومرث بن بیستون بن گستهم بن تاج‌الدوله زیار بن شاه کیخسرو بن شهرآگیم بن نماور بن بیستون بن زرین‌کمر بن جستان بن کیکاووس بن هزاراسپ بن نماور بن شهریار بن باحرب بن زرین‌کمر بن فرامرز بن شهریار بن جمشید بن دیوبند بن شیرزاد بن افریدون بن قارن بن سهراب بن نماور بن پادوسپان بن خورزاد بن پادوسپان بن جیل بن جیلانشاه بن فیروزشاه بن نرسی بن جاماسب بن فیروز بن یزدجرد بن بهرام بن یزدجرد بن شاپور بن هرمز بن نرسی بن بهرام بن شاپور بن اردشیر بن بابک بن ساسان بن وه‌آفرید بن مهرماه بن ساسان بن بهمن بن اسفندیار بن گشتاسف بن لهراسف بن کیاوجان بن کیانوش بن کیاپشین بن کیقباد زاب بن شاه افریدون بن شاه آبتین بن همایون بن جمشید بن طهمورث بن ویجهان بن کهور کهد بن هورکهد بن هوشنگ بن فراوک بن سیامک بن مشی بن کیومرث بن ابوالبشر آدم صفی‌الله علیه‌السلام
کیومرث پسر بیستون و نوهٔ گستهم (از پسران تاج‌الدوله زیار) بود. به گفتهٔ چراغعلی اعظمی سنگسری، گستهم را برادرش جلال‌الدوله اسکندر، به دلیل اختلافات خانوادگی به قتل رسانده بود. رسول جعفریان از قاضی نورالله شوشتری نقل می‌کند که اسماعیلیان در طالقان بیستون را به قتل رساندند. سنگسری هم به نقل از قاضی احمد غفاری، مرگ بیستون را در سال ۷۸۷ هجری و در طالقان می‌داند، ولی می‌گوید که مشخص نیست او در جنگ کشته شده یا اسماعیلیان او را به قتل رسانده‌اند. این گزارش با آنچه شیخعلی گیلانی ثبت کرده است، مطابقت دارد.
رابینو به اشتباه وی را «کیومرث پسر بیستون پسر اسکندر پادوسپانی» نامیده است. رودگر کیا، مورخ معاصر، با استناد به نامه‌ای از میرعبدالعظیم مرعشی، که میان سال‌های ۸۰۷ تا ۸۲۳ هجری در دربار ملک کیومرث بود، به والی تیموریان در ری و قومس، ملک کیومرث را فرزند «شاه غازی» می‌داند، که اگر این قول صحیح باشد، ملک کیومرث می‌بایست برادر ملک قباد و فرزند فخرالدوله شاه‌غازی بوده‌باشد.
ملک کیومرث را اعظمی سنگسری با املای «گیومرث» و رودگر کیا با املای «کیومرس» هم ثبت کرده‌اند. نام کیومرث در کتیبه‌های امامزاده‌هایی که ساخت، به وفور وجود دارد و با القابی همراه است که نشان‌دهندهٔ احترام وی نسبت به مذهب شیعه امامیه است؛ برای مثال بر بقعه‌ای نوشته است: «السلطان الاعظم مالک‌الرقاب و الامم جلال الدوله ملک کیومرث، خلد الله ملکه و سلطنته»، یا بر کتیبهٔ جایی که خود ملک کیومرث دفن شده، نوشته شده: «هذا الصندوق الروضة السلطان الاعظم الاعدل مالک رقاب الامم سلطان العرب و العجم المؤید به تأیید الملک الجبار و المعتصم بولایة علی المختار کیومرث بن بیستون استندار…»

## پیش‌زمینه

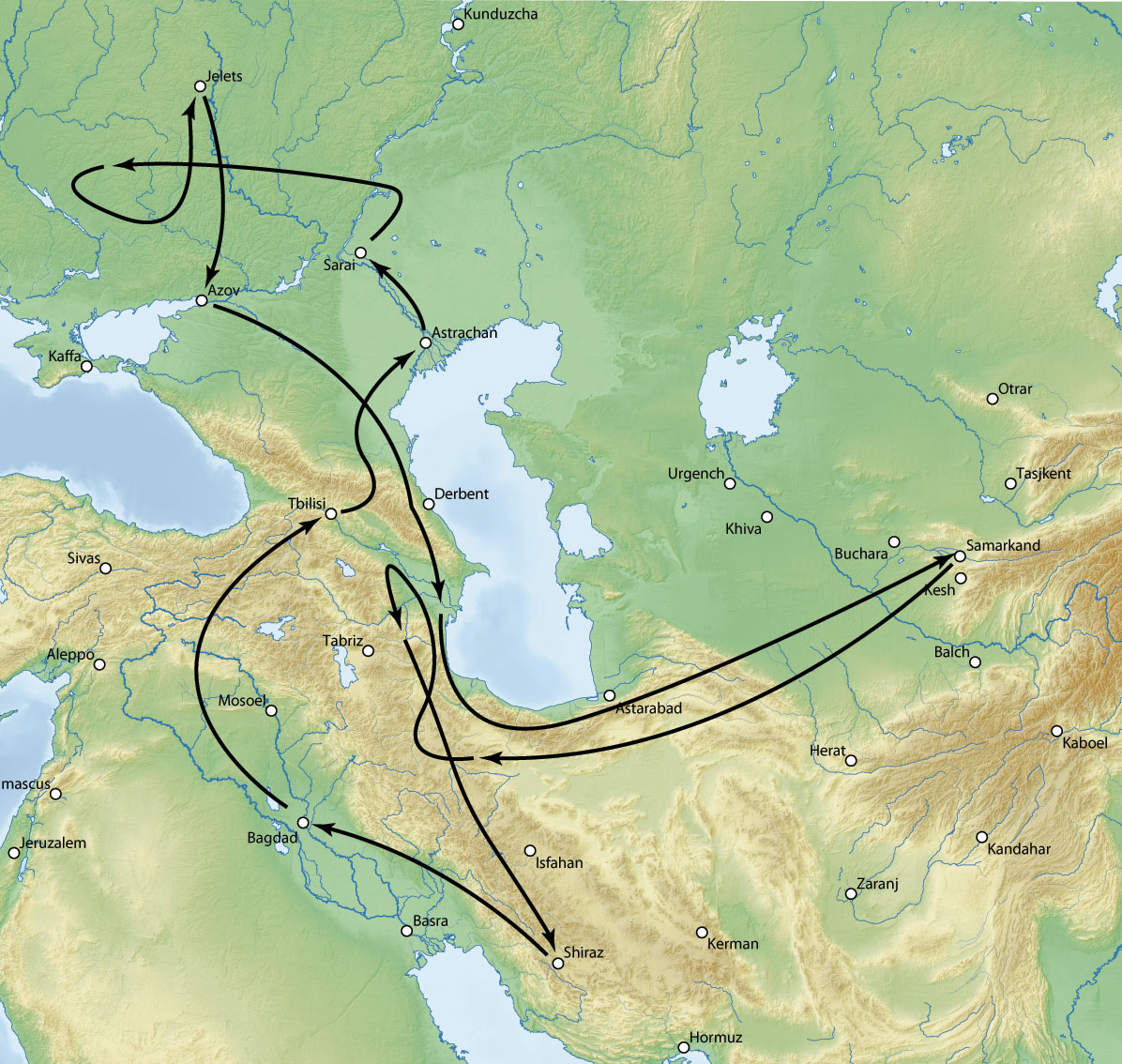
مسیر اردوکشی تیمور گورکانی که منجر به سقوط دولت مرعشیان در سال ۷۹۵ هجری شد.

پس از غلبه مغولان بر ایران و فروپاشی خلافت عباسیان، زمینه‌های گسترش تشیع در ایران فراهم شد. با پایان کار ایلخانان مغول، دورهٔ ملوک‌الطوایفی آغاز شد که کشور تجزیه شده و حکومت‌های محلی بسیاری ایجاد شدند. گیلان و مازندران هم متأثر از این اتفاقات بودند.
هنگامی که ابوسعید بهادرخان (آخرین فرمانروای ایلخانیان) در سال ۷۳۶ هجری درگذشت، جلال‌الدوله اسکندر بن زیار مَلِک پادوسپانیان بود. سربداران حکومت جدیدالتأسیس معاصر این دوران، توانست خراسان را فتح کند و در نتیجه طغاتیمور مغول گریخت و به حاکمان محلی مازندران پناه آورد. این مسئله موجب آغاز درگیری سربداران با خاندان‌های باوندیان و پادوسپانیان شد؛ در این درگیری‌ها امیر مسعود سربدار کشته شد و جبههٔ مازندرانیان پیروز نبرد شدند. پس از مدتی حکومت باوندیان، در شرق مازندران، دست‌خوش تغییر شد و با به قتل رسیدن فخرالدوله حسن باوندی، حکومت آمل به دست کیا افراسیاب چلاوی افتاد. جلال‌الدوله اسکندر سعی کرد به فرزندان حسن باوندی کمک کند تا به حکومت بازگردند، ولی موفق نشد. جلال الدوله اسکندر در سال ۷۶۱ هجری کشته شد و برادرش، ملک فخرالدوله شاه‌غازی، به حکمرانی رستمدار و رویان و کجور، که جدیداً جلال الدوله احداث کرده بود، نایل شد. فخرالدوله هم در سال ۷۸۰ هجری درگذشت و پسرش، ملک عضدالدوله قباد (۷۸۰–۸۰۱) جانشین او شد. در زمان حکومت قباد بود که چلاویان در نبرد جلالک مار پرچین شکست خوردند و حکومت آمل به دست میربزرگ افتاد و دودمان مرعشیان تأسیس شد.

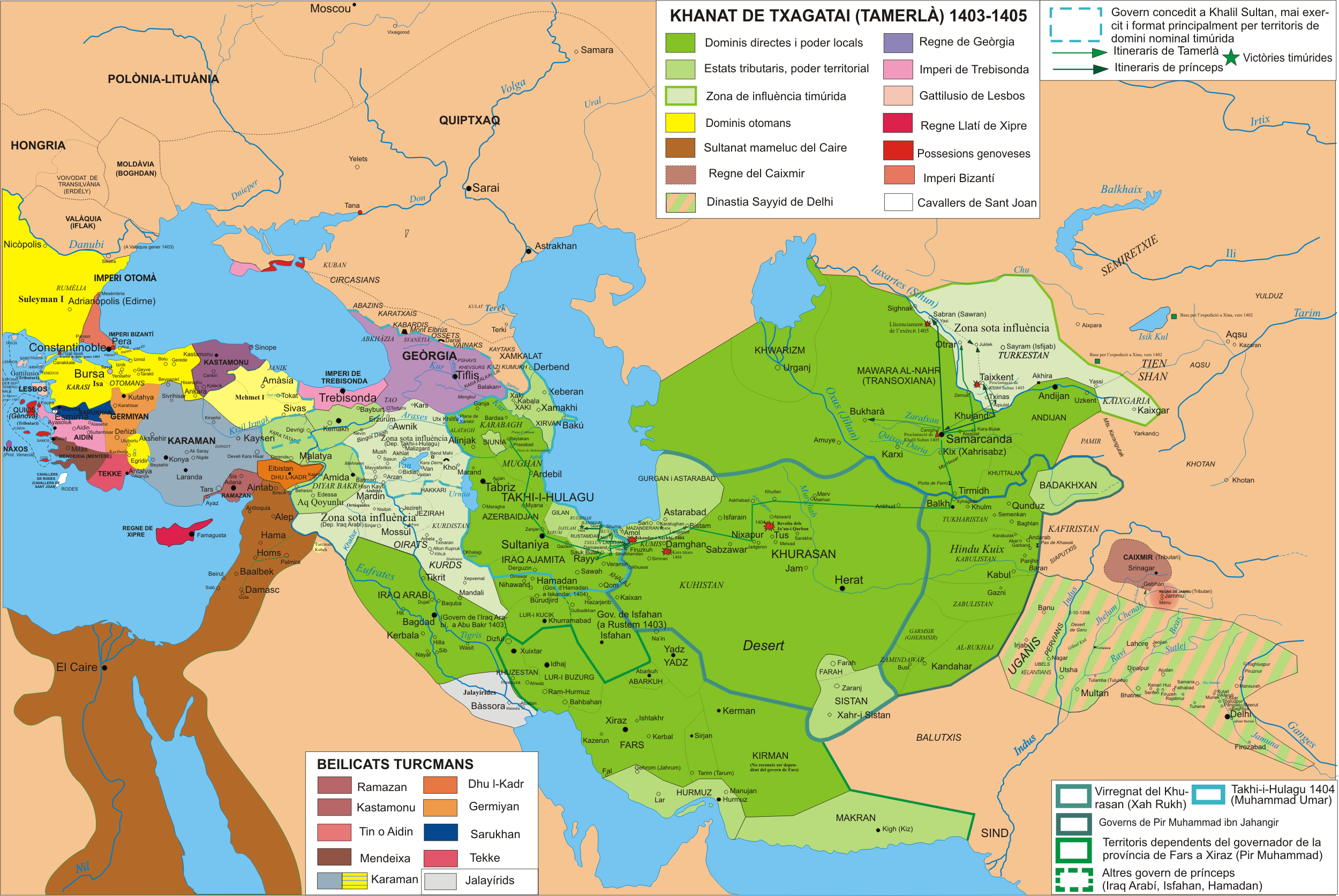
تیمور گورکانی سرزمین‌های خود را میان فرزندان و نوه‌هایش تقسیم کرده‌بود که پس از درگذشت او، موجب رقابت ورثه و جنگ‌های جانشینی شد.

در دوره‌ای که ملک کیومرث به سیاست وارد شد، مناطق حوزهٔ دریای مازندران تحت کنترل چندین دودمان محلی بود که با یکدیگر پیوندهای خانوادگی داشتند و بر سر زمین‌ها نزاع می‌کردند و در امور داخلی همدیگر دخالت می‌نمودند. در سال ۷۸۲ هجری، ملک عضدالدوله قباد پادوسپانی در نبردی با سید فخرالدین مرعشی کشته شد و از آن پس موقتاً بساط دودمان پادوسپانیان برچیده شده و رستمدار به قلمرو مرعشیان پیوست. کمتر از ده سال بعد، مرعشیان که آماده می‌شدند با اسکندر شیخی (شاهزاده چلاوی و مدعی وراثت کیا افراسیاب) مقابله کنند، ملک سعدالدوله طوس، دیگر فرزند تاج‌الدوله زیار پادوسپانی، را به ولایت رستمدار منصوب کردند؛ اما ملک طوس مخفیانه با اسکندر شیخی، که در رکاب تیمور گورکانی حاضر بود، مکاتبه می‌کرد و حامی او شد. در سال ۷۹۴ هجری تیمور به مازندران لشکرکشی نمود و این سرزمین را فتح کرد. او مناطق مختلف مازندران را میان خاندان‌های رقیب و والیان تیموریان تقسیم کرد. ملک طوس توانست تیمور را متقاعد کند که از جان سادات مرعشی بگذرد و اسکندر شیخی توانست به عنوان فرماندار مازندران منصوب شود. البته مدتی بعد اسکندر شیخی مورد غضب تیمور قرار گرفت و تیمور یکی از نوه‌هایش را برای سرکوب او فرستاد. تیمور در اواخر عمرش یکی از نوه‌های ارشدش به نام پیرمحمد جهانگیر را به جانشینی خود انتخاب کرد؛ زیرا او چنین می‌اندیشید که شاهرخ، بزرگ‌ترین پسر در قید حیاتش، توان ادارهٔ امپراتوری را ندارد. با این حال هیچ‌کس پس از مرگ تیمور وصیت او دربارهٔ پیرمحمد جهانگیر را جدی نگرفت و بحران جانشینی تیمور از مسائل مورد نزاع آتی گردید.
در سال ۸۰۷ هجری، ملک طوس را یکی از برادرزادگانش، به نام اسکندر پور گستهم پور زیار، به قتل رساند. اطلاعات موثقی وجود ندارد که بتوان دریافت این اسکندر توانسته به مقام استندار برسد یا نه. گرچه ظهیرالدین مرعشی چنین گزارش کرد که کیومرث جانشین ملک طوس شد، اما مورخ معاصر، ویلفرد مادلونگ، این نظر را صحیح نمی‌داند و معتقدست ملک کیومرث در آن تاریخ می‌بایست بسیار کم سن و سال بوده‌باشد.

## کوتوالی قلعهٔ نور

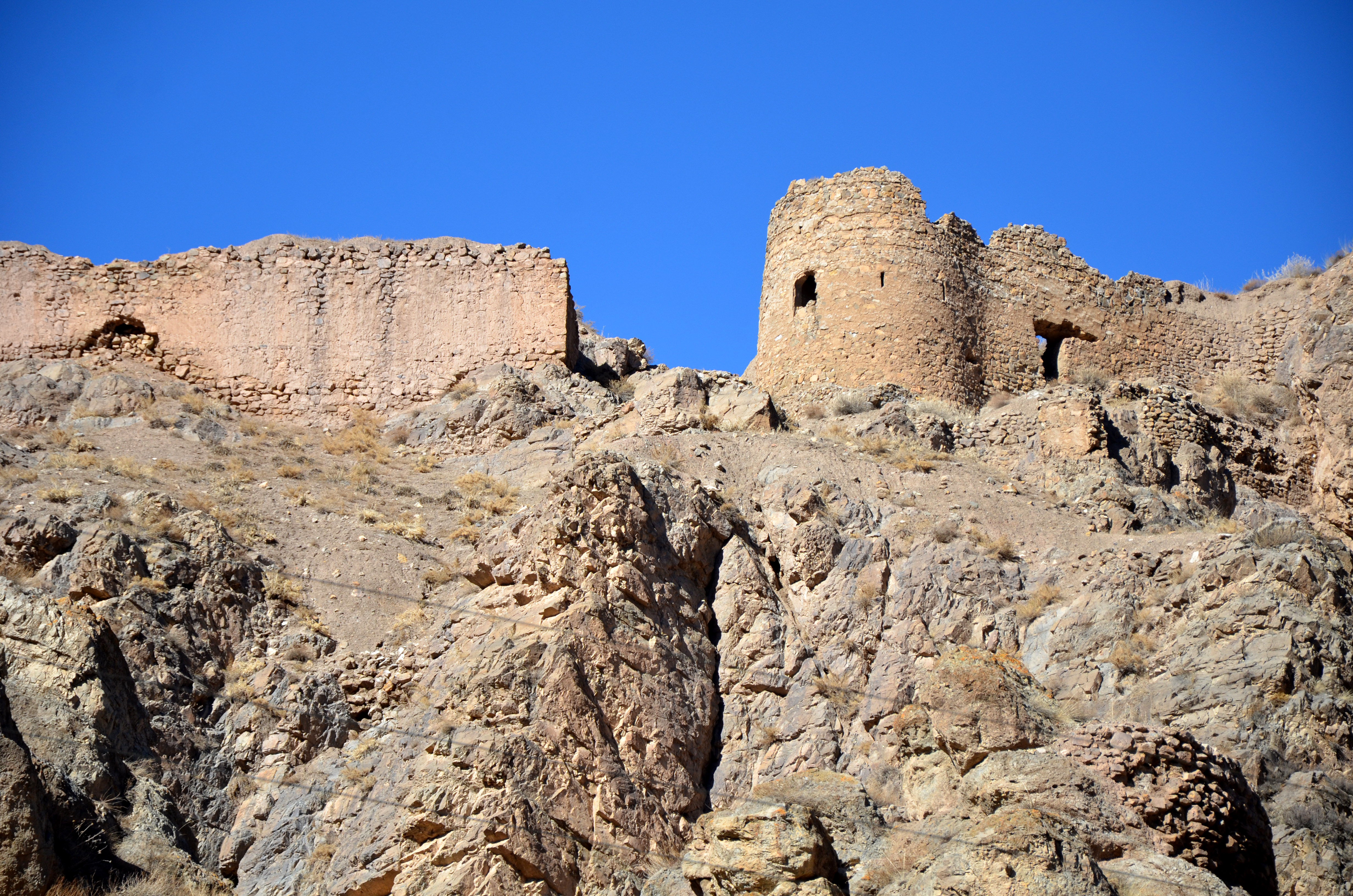
بقایای قلعهٔ نور که بر فراز کوهی در بلده قرار دارد. کیومرث از ۷۹۲ هجری کوتوال این قلعه بود.

پس از به قدرت رسیدن ملک طوس در ۷۹۲ هجری، قلعهٔ نور به کیومرث سپرده شد و به مقام کوتوال رسید. با آن که در ۷۹۵ تیمور گورکانی به طبرستان آمد و این سرزمین را مطیع خود کرده بود، همچنان قلعهٔ نور در تصرف کیومرث باقی ماند. در سال ۸۰۶ هجری، کیومرث با اسکندر شیخی، فرماندار تیمور در آمل، اختلافاتی داشت.اسکندر پس از اردوکشی تیمور به آذربایجان، بر قلمرو خود افزود و بسیاری از قلعه‌های رستمدار را به افراد زیردست خود سپرد. بدین شکل دارایی ملک کیومرث تنها به همان قلعهٔ نور محدود شده‌بود.
پس از آن که میان تیمور و اسکندر درگیری روی داد، رستم میرزا (فرستادهٔ تیمور) از کیومرث درخواست کمک کرد تا اسکندر شیخی را سرکوب کند. کیومرث پذیرفت و از قلعه‌اش خارج شد، ولی لشکر تیموری او را دستگیر کرد و نزد اسکندر فرستاد و گفت چون کیومرث با تو دشمنی داشت و ما دوستدار تو هستیم، او را به اسارت به تو دادیم، حال به اردوی ما بیا و دست‌بوس شاهزاده رستم شو. اسکندر شرایط این نامه را نپذیرفت و ضمن استقبال گرم از کیومرث، او را آزاد کرد و اسب و پول داد تا هر جا که می‌خواهد برود. اسکندر نهایتاً در سال ۸۰۷ هجری در جنگل‌های تنکابن توسط ارتش تیموری کشته شد؛ اما کیومرث به شیراز رفت و از برادر رستم تیموری، دربارهٔ او شکایت کرد. اما شاهزاده پیرمحمد کاری برای او نکرد و کیومرث را در حبس نگهداشت. این در حالی بود که قلعهٔ نور به دست تیموریان افتاده بود و آن‌ها کوتوالی برای این قلعه تعیین کرده بودند که همسر کیومرث را به عقد خود درآورد.

مردم دویده نزد او حاضر شدند و با او به دروازهٔ قلعه آمده و دربان را کشتند. غوغا درگرفت. هر چه ترک در قلعه بود، التماس عفو نمودند. رستمداریان هر جا اجنبی می‌یافتند، می‌گرفتند نزد ملک می‌آوردند.

_سنگسری، ۱۱۸.
پس از درگذشت ملک طوس و تیمور، کیومرث توانست در ۸۰۸ هجری از شیراز بگریزد. کیومرث برای آن که شناخته نشود، با لباس قلندرها به مازندران آمد و توانست با همان وضع گدایان، به درون قلعهٔ نور وارد شود. ظهیرالدین داستان را چنین می‌گوید: «ملک نیز در قلعهٔ نور می‌رفت و دریوزه می‌کرد. چون چند روز بگذشت و با دربان آشنا شد، شبی درون دروازهٔ قلعه، به کنجی پنهان شد و دربان از آن غافل، در را ببست. چون مردم قلعه به جامهٔ خواب رفتند، ملک گیومرث بلاتوقف به تکیه‌گاه کوتوال برفت.»
وقتی کیومرث توانست به اتاق کوتوال برسد، نایب تیموری و همسرش را کشت و سرشان را بریده و در برج فریاد برآورد و از اهالی خواست هر ترکی را می‌شناسند، بکشند. اهل قلعه چنین کردند و او توانست بر اوضاع دژ تسلط یابد.

## حکومت در رستمدار
ملک کیومرث پس از تسلط یافتن بر قلعه، توانست سرزمین‌های موروثی پادوسپانیان، رویان و رستمدار، را تحت کنترل خود درآورد. او در شیراز نذر کرده بود که اگر به قدرت بازگشت، مذهب امامیه را ترویج کند و به این خاطر در ۸۰۸ هجری، اهالی رستمدار را مجبور به پذیرش تشیع امامیه کرد. به جز روستای کدیر که با اهدای ۷۰۰ اسب، به مذهب تسنن باقی ماندند. شاهرخ، پسر و جانشین تیمور، پس از آن که جایگاه خود را تثبیت نمود، در سال ۸۰۹ هجری حکومت ملک کیومرث در رستمدار را به رسمیت شناخت. ملک کیومرث هم با این که در ابتدای امر با احتیاط از شورش‌هایی علیه منافع شاهرخ حمایت می‌کرد، پس از این که او فارس را تصرف کرد، تبعیت از دربار وی را پذیرفت.

### فتح ری و قومش
ملک کیومرث پس از آن که رستمدار را تحت اختیار خود گرفت، به سوی ری و قومش تاخت و قلعه طبرک، بسطام و سمنان را فتح کرد. او پس از درگیری با خواجه الیاس (والی تیموری در البرز جنوبی) فرزندش به نام اسکندر را به دربار شاهرخ تیموری فرستاد و پوزش خواست. کیومرث تمام مناطق سوق‌الجیشی و قلعه‌های کوهستانی منطقه را به اختیار خود درآورد و نیروهایی در این مناطق مستقر کرد. از جمله برای حفظ و حراست از مرزهای جنوبی خود، قلعهٔ طبرک (در ری) را مقاوم کرد.
خواجه الیاس به دربار شاهرخ شکایت برد و از او برای سرکوب ملک کیومرث، کمک خواست. شاهرخ هم یکی از مقربان دربارش به نام «عبدالعلی بکاول» را فرستاد تا ملک کیومرث را با گفتگو راضی به عقب‌نشینی از مواضعش کند. اما کیومرث نپذیرفت و در نبردی که در دربند شمیران میان او و لشکریان تیموری عراق و خراسان به فرماندهی بکاول رخ داد، پیروز شد و لشکریانش که به گزارش ظهیرالدین، با شجاعت و دلیری می‌جنگیدند، توانستند بسیاری از لشکریان خراسانی و خود بکاول را به قتل رسانند و فرزند نوجوان خواجه الیاس را اسیر کنند، ولی شخص خواجه از معرکه گریخت. شاهرخ با شنیدن خبر شکست نیروهایش، پسر کیومرث که به هرات رفته بود را زندانی کرد و لشکر بزرگ‌تری به سپهسالاری «فیروزشاه» گسیل داشت. ملک کیومرث وقتی سپاه دشمن به دامغان رسید، به استقبال آنان رفت و با اهدای تحفه‌هایی توانست نظر فرستادهٔ تیموری را جلب کند و پسرش، اسکندر، بدین طریق آزاد شد.

### نخستین جنگ داخلی مرعشیان
پس از درگذشت تیمور، شاهرخ به سادات مرعشی که در تبعید به سر می‌بردند، اجازه داد به طبرستان بازگردند و در حدود آمل و ساری حکومت نمایند. در سال ۸۰۹ هجری مرعشیان بازگشتند و معاصر با آنان، در ۷۷۳ هجری، کیاییان هم در شرق گیلان سربرآورده بودند. ملک کیومرث برای این که حکومت سادات در همسایگی خود را ضعیف نگهدارد، تا سال‌ها در اختلافات داخلی آنان جانب جبهه‌ای را می‌گرفت و به درگیری‌هایشان دامن می‌زد تا خیال حمله به قلمرو او را نکنند.
نخستین بار، در نبرد سروکلا عده‌ای از امیر زادگان مرعشی به سردمداری سید علی ساری و سید علی آمل، درگیر جنگی درونی شدند. در این نبرد ملک کیومرث از شورش سید علی آمل حمایت کرد و با فرستادن لشکری برای او، در پیروزی این جبهه نقش داشت. سید علی ساری به شهر استرآباد گریخت و برادرش، نصیرالدین، را برای دادخواهی از شاهرخ تیموری، به هرات فرستاد. شاهرخ پاسخ مطلوبی به این درخواست داد و علی ساری در نبرد بعدی به سال ۸۱۴ هجری، با لشکریان خراسان و استرآباد توانست به قلمرو پیشین خود بازگردد و سید علی آمل، به همراه متحدش غیاث‌الدین مرعشی، به سوی دربار ملک کیومرث پناه آوردند. پس از مدتی سید علی آمل رستمدار را ترک کرد، به دربار کیاییان گیلان پناه برد و نزد سید رضی کیا روزگار گذراند؛ تا آن که در سال ۸۱۶ هجری اختلافاتی میان ملک کیومرث و حاکم آمل (قوام‌الدین دوم مرعشی) پیش آمد و قوام‌الدین حاضر نشد فراریانی را که از دست ملک کیومرث به آمل می‌گریختند به رستمدار بازگرداند. کیومرث از فرصت استفاده کرد و سید علی آمل را از لاریجان فراخواند و به او لشکری داد تا بتواند به سوی شهر آمل حمله کند. در این زمان سید علی ساری که در بستر بیماری نقرس به سر می‌برد، توان مقابله نداشت و قوام‌الدین به سوی شرق گریخت. غیاث‌الدین که پیشتر متحد سید علی آمل بود، در این زمان نزد سید علی ساری حضور داشت و توسط او عفو شده بود. به پیشنهاد او، علی ساری با علی آمل صلح نمود و اینچنین شهر آمل به علی آمل رسید.
سید علی ساری دختر ملک کیومرث را برای سید مرتضی خواستگاری کرده و دختر قوام‌الدین را هم کیومرث برای پسرش، کاووس، خواستگار نمود. در خلال این پیوندهای خانوادگی، نمارستاق، دیلارستاق و تریته‌رستاق را که روستاهای کوهستانی مازندران بودند، به ملک کیومرث سپردند و قرار شد ملک لاریجان را از کیا ضماندار بگیرد و جزء قلمرو خود نماید و سید علی آمل هم با این قرار و مدار موافقت کند. مدتی بعد، در ۴ ذی‌الحجه ۸۲۰ هجری، سید علی ساری درگذشت و سید مرتضی جانشین او شد. نصیرالدین به وصیت سید علی ساری، برای مرتضی بیعت می‌گرفت و در آمل با سید علی آمل ملاقات و رایزنی کرد و از ملک کیومرث هم دعوت کرد که به آن شهر بیاید و در گفتگو شرکت کند. ملک کیومرث تا میرنادشت رفت و سید علی و نصیرالدین هم به کرکه‌پادشت رفتند و ملک کیومرث در آن موضع به آن‌ها ملحق شد. ملک کیومرث در این دیدار بیعت کرد و سوگند خورد که «مادامی که سید مرتضی با او خلاف نکند، او نیز در جادهٔ موافقت مستقیم باشد.»

### سفر کیومرث به هرات
در سال ۸۱۷ هجری، ملک کیومرث برای جلب حمایت شاهرخ تیموری، به اتفاقِ برادرش تاج‌الدوله، به هرات سفر کرد. در احسن‌التواریخ ذیل وقایع سال ۸۱۷، گزارش شده «…و همچنین ملک گیومرث رستمداری با پیشکش بسیار به درگاه آسمان مقدار آمد.»

### دومین جنگ داخلی مرعشیان

نقشه قلمروهای کرانهٔ دریای مازندران در ۸۲۸ هجری. قلمرو پادوسپانی با رنگ سرخ متمایز است.

حدود یک سال پس از بیعت‌ها، نصیرالدین و مرتضی با هم اختلاف پیدا کردند و در صفر ۸۲۲ هجری کار به درگیری و جنگ کشیده شد؛ ابتدا در نبرد سیره‌چاران شورش نصیرالدین شکست خورد. اما او مجدداً در لپور تجدید قوا کرد. مرتضی از سید علی آمل و ملک کیومرث درخواست کمک کرد و کیومرث گروهی به فرماندهی «جمال‌الدین کالیج» را برای اجابت درخواست او فرستاد. نبرد لپور سه روز طول کشید و کالیج در این کارزار از اسب افتاد و مجروح شد. همچنین ۲۲ نفر از سربازان رستمداری کشته شدند. در پایان نبرد، نصیرالدین از میدان گریخت و به سوی سوادکوه رفت. خانوادهٔ نصیرالدین هم از ساری فرار کردند و از آمل به سمت رستمدار حرکت کردند. ظهیرالدین مرعشی که پسر نصیرالدین بود و از مورخان آن دوره است، در این سفر حضور داشت و پنج ساله بود. برادر کوچک‌تر او، عبدالحی، در این سفر سه سال داشت. نصیرالدین از راه لاریجان به نور آمد و ملک کیومرث در نامه‌ای به او نوشت «با وجود عهد که با سید مرتضی در میان است، از ملاقات با شما تعذر دارد، اما خانه و جا از آن شماست. به هر یک منزل اقامت ارادت است، مختارید.» نصیرالدین هم در پاسخ گفت که خواهان ملاقات با ملک نیست و چون خانواده‌اش از این ولایت می‌گذرند، مجبور به آمدن به قلمرو او شده. نصیرالدین به ناتل رستاق رفت و از آنجا خانواده‌اش را به سوی گیلان برد. پس از آن، در سال ۸۲۴ هجری، نصیرالدین با سید علی آمل متحد شد و در نبرد وازیدمال به جنگ مرتضی رفت؛ اما بار دیگر شکست خورد و از رستمدار به سوی گیلان عقب‌نشینی نمود. ملک کیومرث این بار هم علیه شکست‌خوردگان اقدامی نکرد و متعرض آنان نشد.

### الموت و مرزهای جنوبی
قلعه الموت یکی از دژهای جنوب دیلم بود که پیش‌تر اسماعیلیان الموت آن را بنا نهاده بودند و در ۶۵۴ هجری هلاکوخان مغول آن را گشوده بود. پس از آن واقعه، قلعه هر از چند گاهی به تصرف گروه‌های مختلف درمی‌آمد. در سال ۸۳۰ هجری یکی از اسماعیلیان به نام «خداوند محمد»، از نسل علاءالدین محمد سوم، موفق شد این قلعه را از دست کیاییان درآوَرَد و تصرف کند. ملک کیومرث سریعاً قلعه را محاصره نمود. کیومرث در زمان کوتاهی موفق شد آن را بگیرد و سپس کوتوالی برای قلعه تعیین کرد. در همین اثنا، در مرزهای جنوبی قلمرو کیومرث حوادثی در حال وقوع بود که او را به سرحد خوار و ری کشاند. الموت به مدت یک سال و چند ماه تحت سیطرهٔ کیومرث باقی بود، تا این که کارکیا محمد (حاکم کیاییان در شرق گیلان) تصمیم گرفت آن را دوباره فتح کند. ملک کیومرث شخصاً نتوانست به مقابله با کارکیا برود و فرزند ارشدش، ملک اویس، را فرستاد تا به کوتوال الموت کمک کند. اما پیش از آن که ملک اویس به معرکه برسد، محاصرهٔ الموت موجب تسلیم کوتوال شده بود و اهالی قلعه که علوفهٔ کافی نداشتند، امان طلبیدند و قلعه را تحویل کارکیا دادند. ملک اویس هم نزد کیومرث بازگشت. پس از این ارتش گیلان مدام به سرحدات قلمرو کیومرث، در قصران و طالقان، دست‌اندازی می‌کرد.
در ۸۳۱ هجری، جهانشاه قراقویونلو، داروغهٔ قزوین (صدرالدین درجزینی) که تحت فرمان شاهرخ تیموری بود، را کشته و شهر را تصرف نموده بود. از آن سو، شاهرخ چهار تن از امرای همجوار آن شهر را مأمور دفع تهاجم جهانشاه نمود، که یکی از این امیران ملک کیومرث بود. با رسیدن متحدان شاهرخ به نزدیکی قزوین، جهانشاه از شهر گریخت و به سوی طارم رفت. قزوین و سلطانیه مجدداً به قلمرو تیموریان افزون گشت.

### جنگ با کیاییان

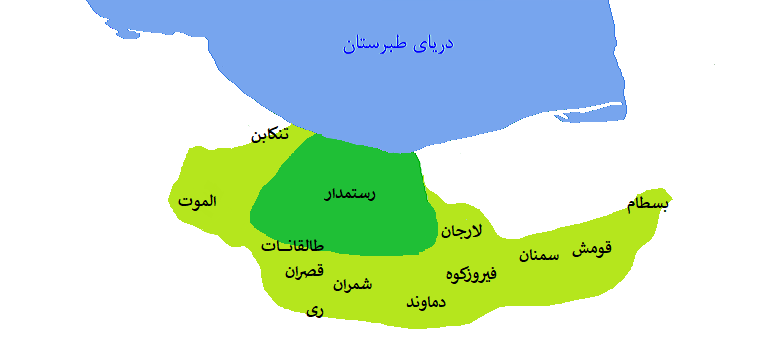
در این نقشه، قلمرو سبز پررنگ سرزمین موروثی پادوسپانیان حول رستمدار است و مناطق زیتونی، هر کدام مدتی در اختیار ملک کیومرث قرار گرفتند. حد و حدود متصرفات ملک کیومرث علاوه بر رستمدار، شامل ولایات نمارستاق، دیلارستاق، تریته‌رستاق، لاریجان، رودبست، لوندر، کارود و بخش اعظم ملک ری در البرز جنوبی و شامل طالقان، تا نزدیکی‌های قزوین می‌شد.

اختلافات مرزی ملک کیومرث با سادات کیایی از زمان درگذشت سید رضی کیا در سال ۸۲۹ هجری، آغاز شد. در این هنگام ملک کیومرث از اختلاف‌های داخلی خاندان کیایی استفاده کرده و سرحدات دو قلمرو را مورد تاخت و تاز قرار داده بود. پس از آن، فتح الموت توسط کارکیا محمد، موجب دشمنی ملک کیومرث با سادات کیایی و به تبع آن، با سادات مرعشی شد که متحد سنتی‌شان بودند. بعد از این وقایع، کیومرث در نواحی مجاور الموت مدام تاخت و تاز می‌کرد. کارکیا محمد در نامه‌هایی جداگانه به او و سپهسالارش در الموت و لمسر اخطار داد؛ لیکن ملک کیومرث اعتنایی نکرد و همچنان بر آتش اختلاف می‌دمید. در پاسخ، کارکیا سپهسالارش «کیا محمد بن نوپاشا» را با لشکر رودبار و دیلمستان و بخشی از لشکریان گیلان، برای تسخیر طالقان گسیل داشت. در موضع تیره کوه، در اطراف طالقان، نبردی درگرفت و لشکر کیاییان با غارت منطقه، اموال بسیاری را به تاراج بردند و تا پای قلعهٔ شمران و قصران تاختند. بدین طریق نزاع میان ملک و کارکیا بیش از پیش بالا گرفت. در پایان فصل تابستان، که کوه‌نشینان به سوی دشت‌های گیلان می‌کوچند، ملک کیومرث اردو کشید و در تنکابن عمارت خاصهٔ سید داوود کیا را آتش زد. تعدادی از اهالی نیز که قصد مقاومت داشتند، کشته شدند که در میان آنان دو تن از اقوام سید داوود کیا بودند؛ اما خود او هنوز در نواحی کوهستانی بود. تنکابنی‌ها و سادات گرجیان، که در گیلان بودند، در پی ملک کیومرث روان شدند و پس از قتل تعداد زیادی از رستمداری‌ها، بازگشتند. خود ملک کیومرث و فرزندانش هم به سختی توانستند از این معرکه جان به در برند.
در سال ۸۳۲ هجری، کارکیا محمد با دعوت حاکمان بیه پس، مرتضی مرعشی (حاکم ساری) و الیاس خواجه (والی تیموری قم)، علیه ملک کیومرث اتحادی برساخت. در دعوتی که کارکیا برای سید مرتضی مرعشی نوشت، «به شهادت رساندن دو سید» به عنوان بهانهٔ جنگ بیان شد؛ اما در دعوتی که او به الیاس خواجه نوشت، پیشینهٔ خصومت ملک کیومرث با الیاس و حملات گاه و بی‌گاه مَلِک به مُلک ری و نواحی پیرامون آن اشاره شده است. به هر حال، در نبرد چیلک‌شار، در نزدیکی روستای چلندر، متحدان علیه ملک کیومرث از هر سو به مرز پادوسپانیان هجوم آوردند. برادرزادهٔ کیومرث، ملک نوذر، در میدان نبرد کشته شد و خود ملک کیومرث مجروح شد و از میدان نبرد به کجور گریخت و یکی از پسرانش، ملک کاووس، بازگشت و به تیراندازی مشغول شد تا ملک کیومرث بتواند بگریزد. به هیچ‌یک از فرزندان کیومرث آسیبی نرسید ولی او مجبور شد از رستمدار هم به رویان فرار کند و اکثر قلعه‌های پشتکوه به تصرف دشمنان رسید. رستمدار ویران شد و اسب مورد علاقهٔ کیومرث، به نام «بوره‌کی»، به دست کارکیا محمد افتاد. پس از پیروزی جبههٔ سادات، ناحیهٔ ناتل‌رستاق و کچه‌رستاق را به ملک نوذر (نوهٔ دختری کیومرث که پدرش ملک جهانگیر از نسل ملک طوس بود و توسط کیومرث کشته شده‌بود و خودش نزد سید مرتضی رشد کرده بود) سپردند؛ همچنین ناحیهٔ کلارستاق و چالوس را تا سرحد کچه‌رستاق به ملک حسین (نبیره‌زادهٔ ملک جلال‌الدوله اسکندر که از ترس کیومرث با برادرش ایرج به تنکابن پناهنده بود)، سپردند. همچنین در بهار این سال لشکر گیلان به سرداری کیا محمد بن نوپاشا، واپسین قلعه‌های پادوسپانیان در پشتکوه را که در دست کوتوالان ملک کیومرث مانده بود، تسخیر و تخریب نمودند. ابتدا قلعه فالیس در طالقان را گشودند و سپس قلعه لورا را به یک دیلمی، به نام داداک، سپردند؛ سپس به قلعه امامه رفتند و بعد قلعه شمران را فتح کردند. «کیا رستم سبیل»، سپهسالار تمامی ممالک رستمدار که در آخرین قلعه اقامت داشت، در جریان فتح قلعهٔ شمران به قتل رسید.
ملک کیومرث در خلال این وقایع به هرات رفت و از شاهرخ تیموری طلب بخشش و کمک نمود:
… متوجه پایهٔ سریر اعلی هرات شد… به زمین‌بوسی سرافراز شد. اول عذر گستاخی‌ها و بی‌ادبی‌های خود را که از او سمت ظهور یافته بود، می‌خواست و بعد از آن التماس ملک خود نمود و آنجا در ملازمت روزی چند می‌گذرانید.
شاهرخ با خواسته‌های ملک کیومرث موافقت کرد و در حکمی از کارکیا خواست که قلمرو کیومرث را به شرط آن که تابع دربار تیموریان باشد، پس بدهد. کارکیا محمد پذیرفت و ضمن استرداد قلمرو پیشین کیومرث، خانوادهٔ او را هم که در قلعهٔ لمسر جای داده بود، آزاد کرد و از سوی مقابل، کیومرث به عنوان غرامت و خون‌بهای ساداتی که در تنکابن به قتل رسانده بود، قلعهٔ فالیس و طالقان را به او بخشید. البته این در حالی بود که کارکیا محمد در لاهیجان با شورش یکی از امیرزادگان کیایی، به نام سید حسین کیا، هم روبرو بود و توانایی نداشت تا با حکم صادره از هرات مخالفت نماید و نامه‌ای در پاسخ به شاهرخ تیموری نویسد. بدین ترتیب ملک حسین، که کلارستاق و چالوس به او سپرده شده‌بود، به گیلان بازگشت و نزاع میان کیاییان و ملک کیومرث پایان پذیرفت.
لشکرکشی‌های این دوره از تنها موارد ویرانی و تسخیر رویان در زمان سلطنت ملک کیومرث بر این قلمرو بوده‌اند و به جز این جنگ، در دوران پنجاه سالهٔ حکومت او، سرزمین رویان از امنیت و آرامش برخوردار بود.

### سومین جنگ داخلی مرعشیان
پس از آن که سید مرتضی و نصیرالدین مرعشی در ۸۳۷ و ۸۳۶ هجری درگذشتند، اختلافات میان وارثانشان باقی ماند. محمد مرعشی به جای مرتضی، به حکومت ساری دست یافت و ظهیرالدین مرعشی همچنان در پناه دربار کیاییان گیلان بود. در سال ۸۴۰ هجری عده‌ای از اهالی ناراضی ساری در رستمدار جمع شدند و در نامه‌ای به ظهیرالدین، از او درخواست کردند که رهبریشان را برای شورش علیه سید محمد، به عهده گیرد. ملک کیومرث هم در نامه‌ای به ظهیرالدین، از آمدنش حمایت نمود. وقتی لشکر ظهیرالدین حرکتشان را آغاز کردند و به آمل رسیدند، حاکم این شهر (کمال‌الدین پسر قوام‌الدین دوم) هم به ناراضیان پیوست و جمیع لشکریان به سوی شرق حرکت کردند. در بارفروش‌ده سپاه حامیان محمد به سپهسالاری «سید زین‌العابدین حسینی پازواری» به هماوردی آنان آمد؛ اما شکست خورد و عقب‌نشینی نمود. بار دیگر لشکریان ساری تجدید قوا کردند و در نبرد مرزناک درگیری بزرگی روی داد که این بار ظهیرالدین شکست خورد و به همراه کمال‌الدین متواری شد.
ملک کیومرث که روز ۱۰ شوال در ناتل‌رستاق بود، پس از شکست ظهیرالدین و مجروح شدن او، پسرش کاووس را با سیصد نفر سواره به سرحد قلمروش فرستاد تا مجروحان را با خود به رستمدار برگرداند و طرفین یکدیگر در لرکه‌پادشت، از توابع آمل، ملاقات کردند و در موضع میرنا دشت اردو بر پا کردند. از سوی دیگر، سید محمد به همراهی امیر هندکا (والی تیموری استرآباد) با لشکر ساری و استرآباد در پی ظهیرالدین تاختند و در لرکه‌پادشت مستقر شدند. ملک کیومرث هم شخصاً به میرنا آمد و با ظهیرالدین و کمال‌الدین دیدار و گفتگو نمود و دستور داد جراحی پیکان فرورفته در پای ظهیرالدین را درآورد. ملک کیومرث که مقابله با ارتش تیموری را در توان خود نمی‌دید، پیشنهاد صلح دو جبهه را مطرح کرد؛ اما محمد مرعشی که از پشتیبانی بهتری برخوردار بود، نپذیرفت و ادعا می‌کرد که می‌خواهد تا کجور و نمک‌آبرود را فتح کند. ملک کیومرث نقشه‌ای کشید و از ظهیرالدین خواست که از راه ساحلی به سوی بارفروش‌ده برود و این‌گونه سپاهیان دشمن را مجبور به بازگشت نماید و سوگند خورد که تا زمانی که ظهیرالدین به رستمدار بازنگشته، با سید محمد صلح نمی‌کند. ظهیرالدین با چهارصد سوار و علی‌رغم جراحت، دشمن را دور زد و آنچنان که ملک کیومرث گفته بود، کرد. سید محمد با اطلاع از اوضاع، به ملک کاووس گفت که پیش‌شرط صلح این است که رستمداریان ظهیرالدین را دیگر به قلمرو خود راه ندهند. ملک کیومرث شرط را پذیرفت و در ملاقات با سید محمد و امیر هندوکا، صلح‌نامه این‌چنین تعیین شد که پادوسپانیان دیگر ظهیرالدین و کمال‌الدین را به رستمدار راه ندهند و پناهندگان سیاسی که در هفت سال اخیر از مازندران به قلمرو آنان آمده‌اند را تحویل دهند و در عوض میان‌رود به قلمرو کیومرث ضمیمه گردد. ملک کیومرث پس از پذیرش پیمان، به کمال‌الدین یک ماه فرصت داد که سرزمینش را ترک کند و به سوی گیلان برود و برای ظهیرالدین هم پیکی فرستاد و او را از اخبار جدید مطلع نمود.
با توجه به جایگاه اجتماعی کمال‌الدین در آمل و طرفداری مردم این شهر از او، سید محمد او را عفو کرد و حکومت شهر را بار دیگر به او بخشید و سید مرتضی که پیشتر در شهر مستقر شده‌بود، به قلمرو ملک کیومرث گریخت. ظهیرالدین و کمال‌الدین مرعشی از پیمان عقد شده ناراضی بودند و میان‌رود آمل، که به قلمرو پادوسپانی الحاق شده‌بود، را سرزمین موروثی مرعشیان می‌دانستند. اختلاف میان کمال‌الدین و ملک کیومرث به درگیری انجامید و سید مرتضی با ارتش کیومرث توانست به سوی آمل لشکر بکشد و منطقه را تاراج کند؛ اما در یکی از نبردهایی که میان طرفین درگرفت، شکست خورد و به رستمدار بازگشت و کیومرث به او پناه داد. مدتی بعد کمال‌الدین درگذشت و سید مرتضی توانست در ۸۴۹ هجری مجدداً به حکومت آمل برسد.

### تنش‌ها با کیاییان
زمانی که ملک کیومرث با حملهٔ سید محمد مرعشی و امیر هندوکا مواجه بود، کیاییان به مرزهای غربی او دست‌اندازی کردند و لشکر تنکابن را به ملک حسین، ملک ایرج و ملک طوس سپرده بودند تا شهرهای چالوس و گرگوگردن که در اختیار ملک اویس بود، را ویران کنند. ملک کیومرث به محض این که مقدور شد، از راه کلاردشت به کجور رفت ولی لشکریان گیلان مناطق مذکور را به آتش کشیده و بازگشته بودند. در رجب ۸۴۵ هجری در میان کیاییان جنگ داخلی درگرفت و کارکیا میراحمد بن محمد برای آن که بتواند از کمک کیومرث در این نبردها استفاده کند، قلعه‌های طالقان و فالیس را به او پس داد. کارکیا میراحمد خود به رودسر رفت و تا مدت‌ها با نزدیکانش در آنجا مستقر ماند.

### درگیری با تیموریان
در ۸۴۶ هجری نیز کیومرث تصمیم گرفت ری و دماوند را به قلمروش ضمیمه کند ولی پس از تسلط بر شهرها، شاهرخ تهدید کرد و با رسیدن لشکریان تیموری به نیشابور، ملک کیومرث اظهار پشیمانی نمود و مناطق مذکور را به سلطان محمد بایسنقر سپرد.
پس از آن که جهانشاه قراقویونلو توانست بر عراق عجم فائق آید، ملک کیومرث با او پیمان اتحاد بست و تعهد کرد علیه کارکیا محمد دوم او را یاری دهد. در عوض بنا بر حکم جهانشاه، طالقانات را به او سپردند و او ضمن تصرف طالقان در سال ۸۵۶، آنجا را به فرزندش ملک بهمن سپرد.

## خانواده
ملک کیومرث هشت پسر و دو دختر داشت: ملک اویس، ملک کاووس، ملک اشرف، ملک کیخسرو، ملک بهمن، ملک ایرج، ملک مظفر و ملک اسکندر پسران او بودند و در این میان اویس، اشرف و کیخسرو پیش از کیومرث درگذشتند. از دو دختر کیومرث نیز، یکی همسر مرتضی مرعشی شد که فرزندی نیاورد و دیگری ابتدا همسر جهانگیر (نبیرهٔ ملک طوس) شد، ولی با دستور قتل جهانگیر توسط کیومرث، این دختر به عقد محمد مرعشی درآمد و دو پسر به نام‌های سید کمال‌الدین و قوام‌الدین حاصل این ازدواج بودند. یاسنت لویی رابینو فهرست فرزندان ملک کیومرث را به این صورت ارائه کرده است:
1. ملک اویس: که کلارستاق و چالوسه‌رستاق را به او سپرده بود ولی پیش از پدر درگذشت. اویس با سادات کیایی گیلان وصلت کرده بود و پسرانش عبارتند از:
  1. بیستون که در سال ۸۶۸ هجری در کلارستاق و چالوس مدتی قدرت یافت و خود دو پسر داشت:
    - فریدون که در ۸۶۸ نامی از او آمده
    - شاه‌غازی که ۸۹۲ تا ۸۹۹ هجری در کلاردشت حکومت یافت ولی حاکم لاریجان او را محبوس نمود

  2. گشتام که در سال ۸۸۰ زنده بوده
  3. کیومرث که در ۸۶۸ نامی از او به میان آمده
  4. حسین که در ۸۹۹ زنده بود
2. ملک کاووس: ولیعهد کیومرث که پس از درگذشت او اعلام جانشینی کرد ولی توسط یکی از برادران، اسکندر، به چالش کشیده شد. شاخه ملکان نور از نسل او هستند.
  1. جهانگیر: دومین حاکم ملکان نور
  2. اسکندر
  3. کیخسرو
  4. شاهرخ (م. ۸۷۱ هجری)
3. ملک اسکندر: از مدعیان جانشینی کیومرث که ملکان کجور از نسل او هستند.
  1. تاج‌الدوله: دومین حاکم ملکان کجور
4. ملک اشرف: که پسری به نام جلال‌الدوله داشت؛ ضریحی از تخته که بر مقبره امامزاده ابوالقاسم بن موسی کاظم قرار دارد را جلال‌الدوله بن اشرف در رمضان ۸۷۷ ساخته.
5. ملک کیخسرو: پیش از کیومرث درگذشت
6. ملک بهمن: از سوی پدر به حکومت طالقان گماشته شد ولی جهانشاه میرزای تیموری آن ناحیه را تصرف کرده و به کیاییان سپرد. ملک بهمن به دربار جهانشاه رفت و عرض شکایت نمود، ولی او را دستگیر کرده و به یکی از جزایر خلیج فارس تبعید کردند. فرزندی به نام هوشنگ داشت که با اقوام خود در ۹۷۱ بدرفتاری نمود.
7. ملک ایرج
8. ملک مظفر: پس از درگذشت کیومرث اعلان جانشینی کرد ولی چون کوچک‌ترین فرزند کیومرث بود، مردمان او را نپذیرفتند. اقلاً تا سال ۸۸۰ زنده بود. دو پسر از او شناسایی شده‌اند:
  - کیومرث که در ۸۶۷ از او نامی آمده
  - طوس که برادرزاده اسکندر بن کیومرث نامیده شده است
9. دختری که با محمد بن مرتضی مرعشی ازدواج کرد و کمال‌الدین فرزند او بود.

## درگذشت و بحران جانشینی

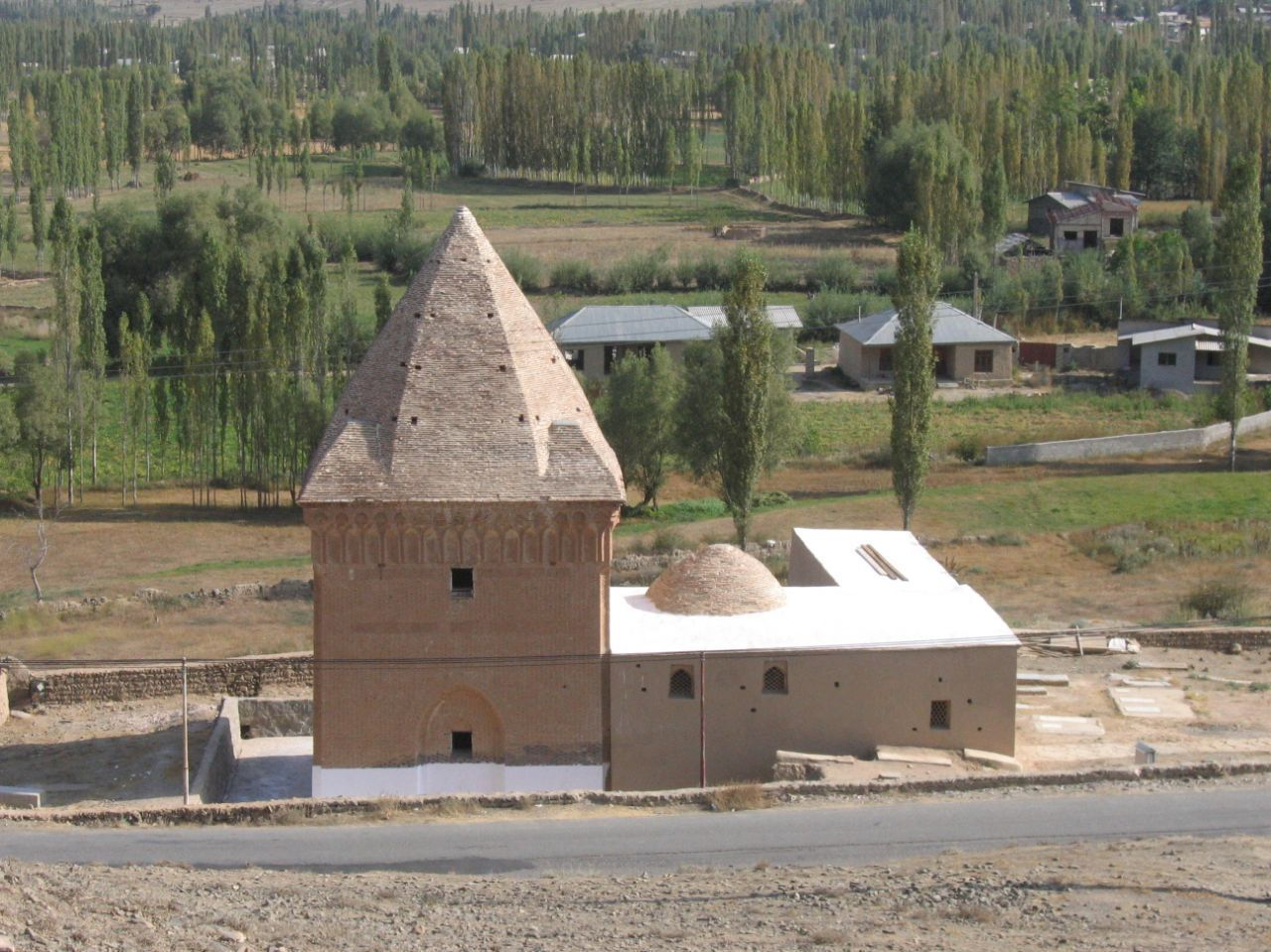
مدفن ملک کیومرث در امامزاده طاهر مطهر

ملک کیومرث نهایتاً در ماه رجب سال ۸۵۷ هجری، درگذشت. او در دوران پایانی حکومت خود، تمام مناطق از دست رفتهٔ پادوسپانیان را بازگرداند و به قلمرو موروثی افزود. در دوازده سال آخر فرمانروایی ملک کیومرث حادثه‌ای رخ نداد و آرامش کامل حاکم بود. او در این سال‌های واپسین، به آبادانی رستمدار کوشید؛ قلاع بسیاری، از جمله کارود لاریجان را که در جنگ‌های سال‌های پیشین تخریب شده بودند، ترمیم نمود و ضمن بازسازی راه‌ها، رباط‌هایی در مناطق دورافتاده بنا کرد.
ملک کاووس، پسر بزرگ کیومرث، در اواخر دوران حکومت او ولایتعهدی داشت و در حد امارت بود. پس از درگذشت ملک کیومرث، کاووس جسدش را از «سر راه یالو» برداشت و به رستمدار برد؛ اما ملک مظفر، کوچک‌ترین برادرش، اجازه ورود به قلعه را به او نداد و ناچار کاووس پدر را بیرون قلعه غسل دهد و در امامزاده طاهر مطهر دفن کند. ملک کیومرث پیش از مرگ، مقبره‌ای برای خود در این امامزاده آماده کرده‌بود. پس از ملک کیومرث بحران جانشینی پدید آمد، که طی آن ملک کاووس با یکی از برادرانش به نام ملک اسکندر درگیر شد. با دخالت کیاییان و دیگر دودمان‌های معاصر، این نزاع موجب دو تکه شدن قلمرو پادوسپانیان شد؛ کاووس و فرزندانش حاکم نور و توابع آن شدند و اسکندر و جانشینانش در کجور و پیرامون آن مستقر گردیدند. این تجزیه قلمرو تا پایان دوران پادوسپانیان بر رویان ادامه یافت.

## اقدامات مذهبی

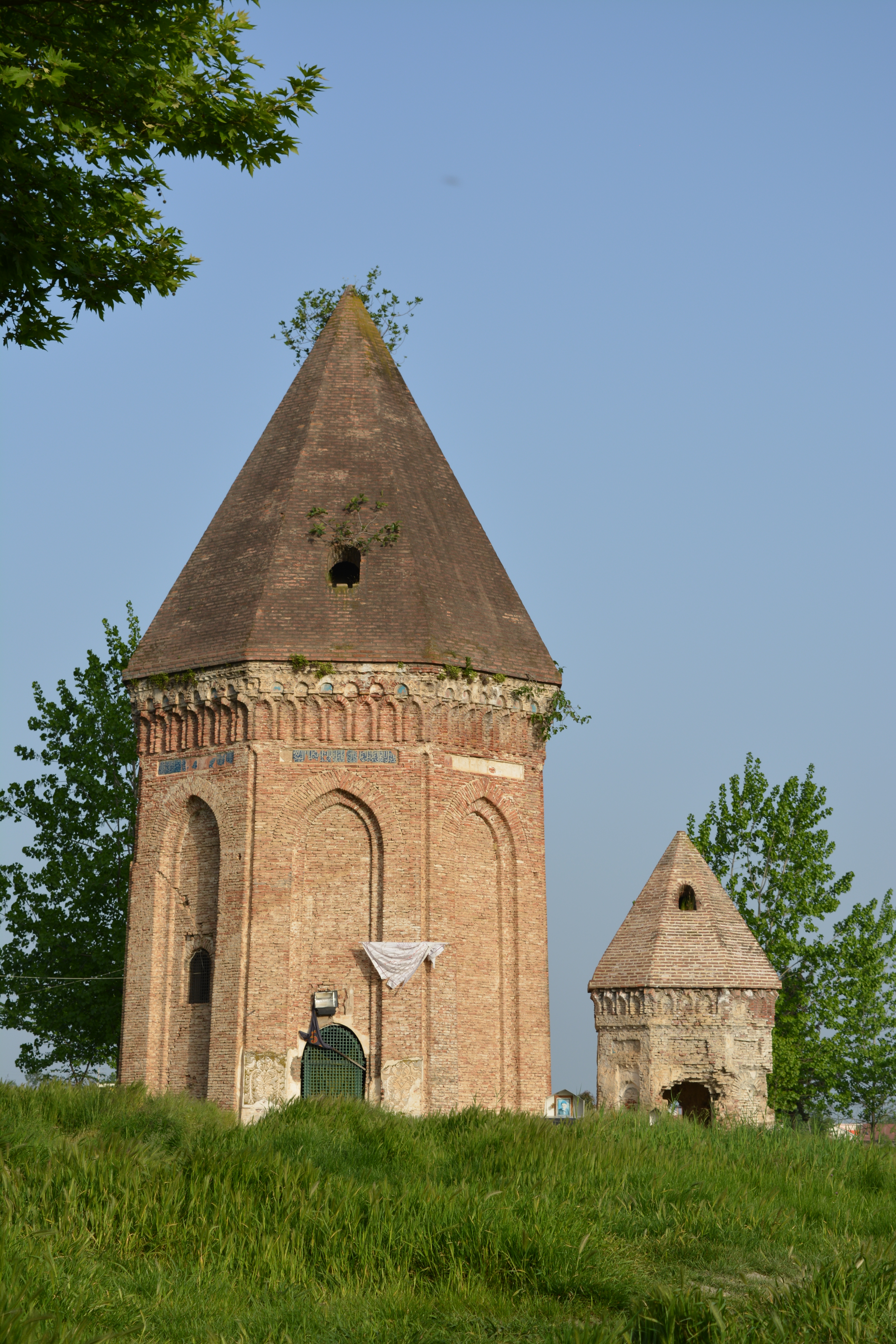
آرامگاه آقا شاه بالو زاهد در نور، از جمله امامزاده‌هایی است که ملک کیومرث نسبت به ساخت و آبادانی آن‌ها همت گماشت. بر کتیبه‌ای در این آرامگاه نوشته شده: «شه کیومرث بن سلطان بیستون ظل خدا در زمان هشتصد و چهل ختم فرمود این بنا»

کیومرث زمانی که در شیراز بود، به مذهب شیعه اثنی عشری (امامیه) گروید و پس از بازگشت به رستمدار، آن را مذهب رسمی قلمرو پادوسپانی اعلام کرده و به زور در میان مردم رواج داد. در مناطق روستایی رستمدار وی چندین زیارتگاه برای امامزاده‌ها بنیان نهاد که در کتیبه‌های آن‌ها نوشته‌هایی به عربی و فارسی نشان‌دهندهٔ ارادت ملک کیومرث به آیین شیعه امامیه است. او همچنین در زمان سلطنتش عالمی شناخته شده به نام عبدالرحیم بن معروف را برای تحصیل فقه شیعی نزد سایر علمای دین در عراق فرستاد. مورخ معاصر،
کیومرث قرقلو، می‌گوید که عبدالرحیم مدت کوتاهی پس از مرگ کیومرث، به رستمدار بازگشت و تحت حمایت ملک کاووس یک جلد کتاب دینی نوشت؛ اما رسول جعفریان، دیگر مورخ معاصر، تحریر کتاب را در حوالی ۸۵۰ هجری می‌داند و با توجه به این که از درگذشت کیومرث در کتاب نیل المرام حرفی به میان نیامده، نگارش آن را پیش از درگذشت کیومرث می‌داند و معتقد است اگر پس از آن نوشته شده‌بود، می‌بایست اشاره یا تعبیر و دعایی برای رحمت و غفران وی در کتاب می‌بود. در کتاب نیل المرام قصیده‌ای در ستایش کیومرث آمده که دست کمی از شعرهای دیگر شاعران برجسته برای پادشاهان وقت ندارد.
تاکنون حدود چهل کتیبه از دوران ملک کیومرث شناسایی شده است که مربوط به سال‌های ۸۱۱، ۸۲۰، ۸۲۸، ۸۲۹، ۸۳۱، ۸۴۰، ۸۴۳، ۸۴۷، ۸۴۹، ۸۵۱ و ۸۵۸ هجری قمری هستند و با این که تنها دوازده سال از پنجاه سال حکومت کیومرث را دربرمی‌گیرند، می‌توان محاسبه نمود که هر سال حداقل سه کتیبه و در مجموع بیش از ۱۵۰ کتیبه ساخته شده باشد که یحتمل بخشی از آن‌ها نابود شده‌اند. تقریباً هیچ کتیبه‌ای از بیست سال نخستین حکومت کیومرث وجود ندارد. تمامی موارد شناسایی شده کنونی در سیزده بنا قرار دارند که اکثرشان در امامزاده‌ها هستند و بیست درصدشان در بقاع عرفا قرار دارد. عمدهٔ کتیبه‌ها در بقاع طاهر و مطهر، سید محمد صالحان و شاه بالوی ناتل قرار دارند. تمامی کتیبه‌ها به دو زبان عربی و فارسی هستند؛ متون عربی که بیشترند، شامل آیات قرآن، صلوات، احادیث و فرمان‌های شاهی هستند و بخش فارسی شامل شعرهای فارسی یک یا دو بیتی هستند که در سال‌های ۸۴۰، ۸۴۸ و ۸۴۹ نوشته شده‌اند. خط کتیبه‌ها به ترتیب فراوانی ریحان، ثلث، نسخ، رقاع، کوفی و تعلیق است و اکثر کتیبه‌ها بر چوب ساخته شده ولی کتیبه‌نویسی با رنگ روی دیوار گچی، سنگ، آجر، سفال و کاشی نیز موجود است. مضامین کتیبه‌ها را می‌توان به سه بخش «فنی-هویتی» که دربارهٔ بنا و شناسنامهٔ خود کتیبه است، «حکومتی-سیاسی» که شامل نام و القاب ملک و ستایش اوست و «دینی-مذهبی» که شامل آیات و اسماء جلاله و احادیث است، تقسیم نمود. در اکثر کتیبه‌ها نام حاکم با دو لقب همراه است و به‌طور کلی بیشتر از دو واژهٔ «السلطان» و «الملک» برای کیومرث استفاده شده است ولی مواردی از القاب «استندار»، «شاه»، «اکاسره» و «خسرو» نیز وجود دارد که نشانگر توجه پادوسپانیان به اصل و نسبشان، که به ساسانیان می‌رسیده، است. در این میان یک کتیبهٔ طاهر و مطهر واژهٔ «ایران» را دربردارد که منحصر به فرد است و مشابه آن در هیچ کتیبهٔ دیگری در شمال ایران وجود ندارد. الفاظ استفاده شده در این کتیبه‌ها، علاوه بر معانی ظاهری، می‌توانند نشان‌دهندهٔ اهداف و جهت‌گیری‌های سیاسی، نظامی، مذهبی و طرز تلقی پادوسپانیان از حکومت خودشان باشد.